# 斑藍子魚
斑藍子魚，俗名臭肚、象魚，為輻鰭魚綱鱸形目刺尾魚亞目藍子魚科的其中一個種，於1801年首次被 Johann Gottlob Theaenus Schneider和Johann Reinhold Forster正式描述為Amphacanthus punctatus，其模式產地為東加哈派群島的Nomuka島。

## 分布
本魚西太平洋區，包括安達曼海、泰國、緬甸、馬來西亞、菲律賓、日本、台灣、越南、中國沿海、印尼、新幾內亞、澳洲、密克羅尼西亞、帛琉、馬里亞納群島、馬紹爾群島、諾魯、所羅門群島、斐濟群島、新喀里多尼亞、東加、吐瓦魯、夏威夷群島、法屬波里尼西亞、加拉巴哥群島、厄瓜多、加利福尼亞灣、巴拿馬等海域。

## 分度
水深1至40公尺。

## 特徵
本魚體呈橢圓形，身體橫向壓縮，深度為標準長度的1.9至2.3倍，頭部的背部輪廓筆直，從前額到口鼻部呈45°角，而腹側輪廓在下巴下方略微凹進，背鰭的前面有一個斜臥的脊柱，它嵌入頸背，背鰭強，最後一棘比第一棘長。體黑褐色，頭部、體側及各鰭密佈六角形的橙色斑；尾鰭藍灰色且有金色斑點。鰓蓋後方有一不規則之大型黑斑。背鰭硬棘13枚、軟條10枚；臀鰭硬棘7枚、軟條9枚。體長可達40公分。另外各鰭鰭棘上有毒腺，被刺到會引起劇痛，須小心。

## 生態
本魚常成群出現在藻類密生的礁區，以藻類為食。

## 經濟利用
肉質鮮美，為高經濟價值的食用魚，煮湯、燒烤皆宜。

## 外部連結
- 台灣魚類資料庫 （页面存档备份，存于）